# Jean Monribot

a Compétitions nationales et continentales officielles uniquement.

Dernière mise à jour le 25 mai 2023.
Jean Monribot, né le 11 octobre 1987 à Lalinde, est un joueur français de rugby à XV évoluant au poste de troisième ligne. Il évolue depuis 2019 à l'Aviron bayonnais.

## Biographie
Il est originaire de Couze-et-Saint-Front, village de Dordogne à côté de Lalinde. Il rejoint le club du SU Agen en 2002 en cadets B après avoir joué au club de l'US Lalinde. Il est à 20 ans le capitaine du SU Agen.
En juin 2011, il participe à la tournée des Barbarians français en Argentine pour jouer deux matchs contre les Pumas. Les Baa-Baas s'inclinent 23 à 19  à Buenos Aires puis l'emportent 18 à 21 à Resistencia.
En décembre 2012, les entraîneurs du SUA décident de lui retirer le capitanat. En 2013, il quitte le SU Agen pour rejoindre l'Aviron bayonnais. Il y retrouve les entraîneurs Christian Lanta et Christophe Deylaud qu'il a côtoyé à Agen de 2008 à 2012.
Pour la clôture de la saison 2015-2016, avec l'Aviron bayonnais, il remporte la finale d'accession de Pro D2 contre le Stade aurillacois (21-16) au stade Ernest-Wallon de Toulouse et décrochent leur ticket pour l'élite du rugby français.
En novembre 2016, il est sélectionné dans l'équipe des Barbarians français pour affronter une sélection australienne au Stade Chaban-Delmas de Bordeaux. Les Baa-Baas parviennent à s'imposer 19 à 11 grâce à un essai de Raphaël Lakafia à la 77e minute.
Le 29 avril 2017, il annonce qu'il quitte l'Aviron bayonnais pour rejoindre le Rugby club toulonnais. Il a signé un contrat de trois ans pour Toulon. Deux ans plus tard, il fait le chemin inverse et revient à l'Aviron bayonnais.

## Palmarès
- International -18 ans : 4 sélections, 1 essai en 2005 (Pays de Galles, Écosse, Irlande, Angleterre).
- International -19 ans : 
  - 2006 : participation au championnat du monde à Dubaï, 3 sélections, capitaine, 2 essais (Afrique du Sud, Irlande, Argentine).
  - 4 sélections en 2005-2006.
- Champion de France de Pro D2 avec SU Agen en 2010.
- Champion de France de Pro D2 avec Bayonne en 2022.